# Championnat d'Italie de football de deuxième division 1933-1934
Navigation
Édition précédente Édition suivante
La saison 1933-1934 de Serie B est la 5e édition du championnat d'Italie de football de D2. 
La compétition débute le 10 septembre 1933 et s'achève le 24 juin 1934. 
Pour la première fois le championnat est scindé en deux groupes. Tous les vainqueurs des groupes de la troisième division ont été admis, ce qui porte le nombre de participants à 26. Les trois premiers de groupes sont qualifiés à un tour final pour désigner le champion qui sera promu en première division. Les deux derniers de groupe sont relégués en division inférieure.
À l'issue de la saison, Sampierdarenese est promu en Serie A 1934-1935 (1re division).

## Groupe A
| Rang | Équipe                     | Pts  | J  | G  | N  | P  | Bp | Bc | Diff |
| ---- | -------------------------- | ---- | -- | -- | -- | -- | -- | -- | ---- |
| 1    | Sampierdarenese            | 36   | 24 | 16 | 4  | 4  | 42 | 16 | +26  |
| 2    | Vigevanese                 | 33   | 24 | 12 | 9  | 3  | 45 | 22 | +23  |
| 3    | Pro Patria R               | 30   | 24 | 13 | 4  | 7  | 49 | 25 | +24  |
| 4    | Novare                     | 28   | 24 | 13 | 2  | 9  | 53 | 30 | +23  |
| 5    | Messine                    | 27   | 24 | 11 | 5  | 8  | 38 | 28 | +10  |
| 6    | Vezio Parducci Viareggio P | 26   | 24 | 11 | 4  | 9  | 30 | 32 | -2   |
| 7    | Catanzarese P              | 25   | 24 | 8  | 9  | 7  | 39 | 31 | +8   |
| 8    | Spezia                     | 25   | 24 | 7  | 11 | 6  | 24 | 26 | -2   |
| 9    | Seregno P                  | 24   | 24 | 8  | 8  | 8  | 33 | 31 | +2   |
| 10   | Pavia                      | 18   | 24 | 6  | 6  | 12 | 21 | 44 | -23  |
| 11   | AC Legnano                 | 16   | 24 | 5  | 6  | 13 | 20 | 38 | -18  |
| 12   | Cagliari                   | 14-1 | 24 | 6  | 3  | 15 | 22 | 61 | -39  |
| 13   | Derthona P                 | 9    | 24 | 2  | 5  | 17 | 17 | 49 | -32  |

|  | Qualifié pour le tour final                            |
|  | Relégation en Prima Divisione 1934-1935 (1re division) |

Note:
 Victoire à 2 points
- Cagliari a une pénalité de 1 point pour un forfait. Le club sera en final repêché, tout comme Derthona pour la prochaine saison.

## Groupe B
| Rang | Équipe        | Pts | J  | G  | N | P  | Bp | Bc | Diff |
| ---- | ------------- | --- | -- | -- | - | -- | -- | -- | ---- |
| 1    | Perugia P     | 33  | 24 | 14 | 5 | 5  | 46 | 32 | +14  |
| 2    | Modène FC     | 32  | 24 | 13 | 6 | 5  | 44 | 19 | +25  |
| 3    | Bari          | 30  | 24 | 12 | 6 | 6  | 41 | 25 | +16  |
| 4    | Comense       | 28  | 24 | 12 | 4 | 8  | 38 | 29 | +9   |
| 5    | Atalanta      | 26  | 24 | 9  | 8 | 7  | 31 | 24 | +7   |
| 6    | Grion Pola    | 25  | 24 | 10 | 5 | 9  | 41 | 34 | +7   |
| 7    | Foggia P      | 24  | 24 | 9  | 6 | 9  | 39 | 40 | -1   |
| 8    | Cremonese     | 20  | 24 | 7  | 6 | 11 | 26 | 32 | -6   |
| 9    | SPAL P        | 20  | 24 | 6  | 8 | 10 | 34 | 43 | -9   |
| 10   | US Pistoiese  | 20  | 24 | 6  | 8 | 10 | 33 | 44 | -11  |
| 11   | Hellas Vérone | 18  | 24 | 6  | 6 | 12 | 25 | 47 | -22  |
| 12   | Vicenza       | 18  | 24 | 7  | 4 | 13 | 31 | 42 | -11  |
| 13   | Serenissima   | 18  | 24 | 6  | 6 | 12 | 28 | 46 | -18  |

|  | Qualifié pour le tour final                            |
|  | Relégation en Prima Divisione 1934-1935 (1re division) |

- Comme les trois derniers ont le même nombre de points, une triangulaire est organisée dont Vérone sort vainqueur, mais finalement les deux derniers seront repêchés pour la prochaine saison[2].

## Tour final
| Rang | Équipe          | Pts | J  | G | N | P | Bp | Bc | Diff |
| ---- | --------------- | --- | -- | - | - | - | -- | -- | ---- |
| 1    | Sampierdarenese | 14  | 10 | 5 | 4 | 1 | 14 | 9  | +5   |
| 2    | Bari            | 14  | 10 | 6 | 2 | 2 | 17 | 9  | +8   |
| 3    | Modène FC       | 11  | 10 | 4 | 3 | 3 | 13 | 7  | +6   |
| 4    | Pro Patria R    | 9   | 10 | 2 | 5 | 3 | 8  | 10 | -2   |
| 5    | Vigevanese      | 8   | 10 | 3 | 2 | 5 | 8  | 10 | -2   |
| 6    | Perugia P       | 4   | 10 | 1 | 2 | 7 | 5  | 20 | -15  |

|  | Promotion en Serie A |

Note:
 Victoire à 2 points
- Comme les deux premiers ont le même nombre de points un match d'appui est nécessaire, il se dispute le 24 juin 1934 à Bologne, Sampierdarenese remporte le match contre Bari (1-0) et est promu en première division.